# 尾道福屋
尾道福屋（おのみちふくや）は、かつて広島県尾道市の尾道駅前再開発ビル「ベルポール」の核店舗として地階から2階に出店していた百貨店。
地場百貨店福屋が小型店戦略の一環として出店したもので、1997年（平成9年）6月26日に同社の出店が正式に決定した。
1階と2階はデッキでしまなみ交流館と結ばれており、3階から11階には広島県住宅供給公社の分譲マンションと6層・約340台収容の駐車場が併設されていた。
2023年（令和5年）5月8日に、翌年1月14日に閉店することが発表された。閉店の理由は、コロナ禍を一つに挙げている。

## 館内
地上2階と地下1階の百貨店としては小規模の店舗となっていた。
- 地階 - 売場面積約1,846m2で、食料品売り場となっていた[1]。
- 1階 - 売場面積約1,353m2で、開業時には紳士服・婦人服・服飾雑貨・化粧品・ギフトの売り場となっていた[1]。
- 2階 - 売場面積約1,534m2で[9]、開業時には書籍・文具・CDの啓文堂書店と喫茶の浪漫珈琲が出店していた[1]。
- 営業時間 10:00 - 19:30

## 周辺
- JR西日本尾道駅（山陽本線）
- 尾道港・ポートターミナル
- しまなみ交流館 - 1階と2階はデッキで接続[2]。

かつてはすぐ近くに広島そごうが1990年段初頭に尾道そごう駅前ショップが出店していたが、福山そごうの運営となったのちに福屋開店の翌年2000年（平成12年）12月25日に福山そごうと共に閉店した。

## アクセス
- JR西日本山陽本線 尾道駅 約1分